# Korenmarkt (Hoorn)
De Korenmarkt is een straat en voormalige haven in de binnenstad van de Noord-Hollandse stad Hoorn. De straat is aan een zijde bebouwd. De gracht wordt door twee bruggen overspannen. De beide bruggen zijn beschermd als rijksmonument.
Hoewel de naam al sinds 1558 in gebruik is, is de naam pas op 22 mei 1888 officieel vastgelegd door de gemeenteraad.

## Geschiedenis
De gracht is volgens Velius in 1558 gegraven als verbindingsgracht tussen de Appelhaven en de huidige Binnenhaven. Het werd gedaan omdat de schepen voordien om het Venidse moesten varen om de zee te kunnen bereiken. Na het koren werd in de twintigste eeuw vooral kaas in de pakhuizen aan de gracht opgeslagen. Ten tijde dat Benjamin Richard Canneman burgemeester van Hoorn was had hij zijn woning aan de Korenmarkt 14.


## Bijzondere bouwwerken

### Engeltjesbrug
De Engeltjesbrug is een houten klapbrug tussen de Korenmarkt en de Bierkade. De Engeltjesbrug is een van de twee bruggen die het Venidse met het vasteland verbindt. De brug is in 1937 nieuw gebouwd op de plek van een voorganger. Op 16 november 1965 werd de brug opgenomen als rijksmonument. In 2015 is de brug geheel gerestaureerd, waarbij de bovenbouw geheel verwijderd werd.

### Korenmarkt 8
Korenmarkt 8 is een voormalige koopmanswoning. Op de begane grond bevond zich de woning en op de bovengelegen verdiepingen was er ruimte voor opslag van goederen. Het pand is mogelijk ouder dan de gracht. In 1971 is de originele indeling van de begane grond teruggebracht door Vereniging Hendrick de Keyser. Wel is de voorgevel aangepast, waar nu op de begane grond een klein raam is, was vroeger een kleine toegangsdeur tot de opslagruimtes. Het pand is een rijksmonument.

### Hoge Brug
De Hoge Brug is een ijzeren klapbrug tussen de Veermanskade en de Oude Doelenkade. Tot 1930 was de Hoge Brug nog van hout. De huidige ijzeren brug is aangewezen als rijksmonument, terwijl de Rijkscommissie voor de Monumentenzorg in 1930 nog tegen de sloop van de houten voorganger was.

## Verloop
De Korenmarkt is een rechte straat en loopt van de Oude Doelenkade naar het kruispunt met de Appelhaven, Wijdebrugsteeg en Gedempte Appelhaven. Daartussen kruist de straat alleen met de Engeltjesbrug, die de straat verbindt met de Bierkade en met de Lindestraat.

## Monumenten
Aan de Korenmarkt bevinden zich meerdere rijks- en gemeentelijke monumenten. Het gaat hierbij om de volgende bouwwerken:

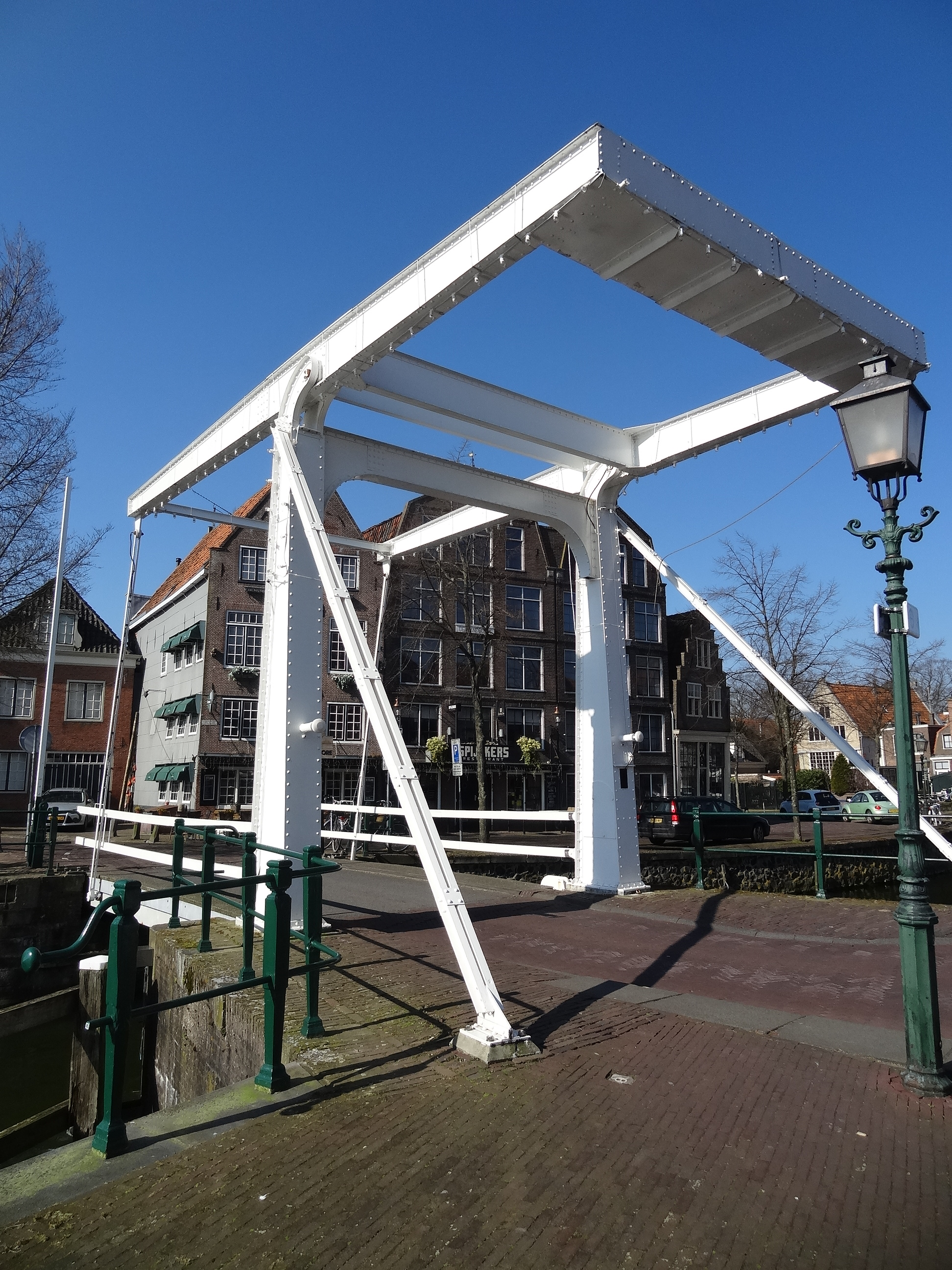
De Hoge Brug, RM
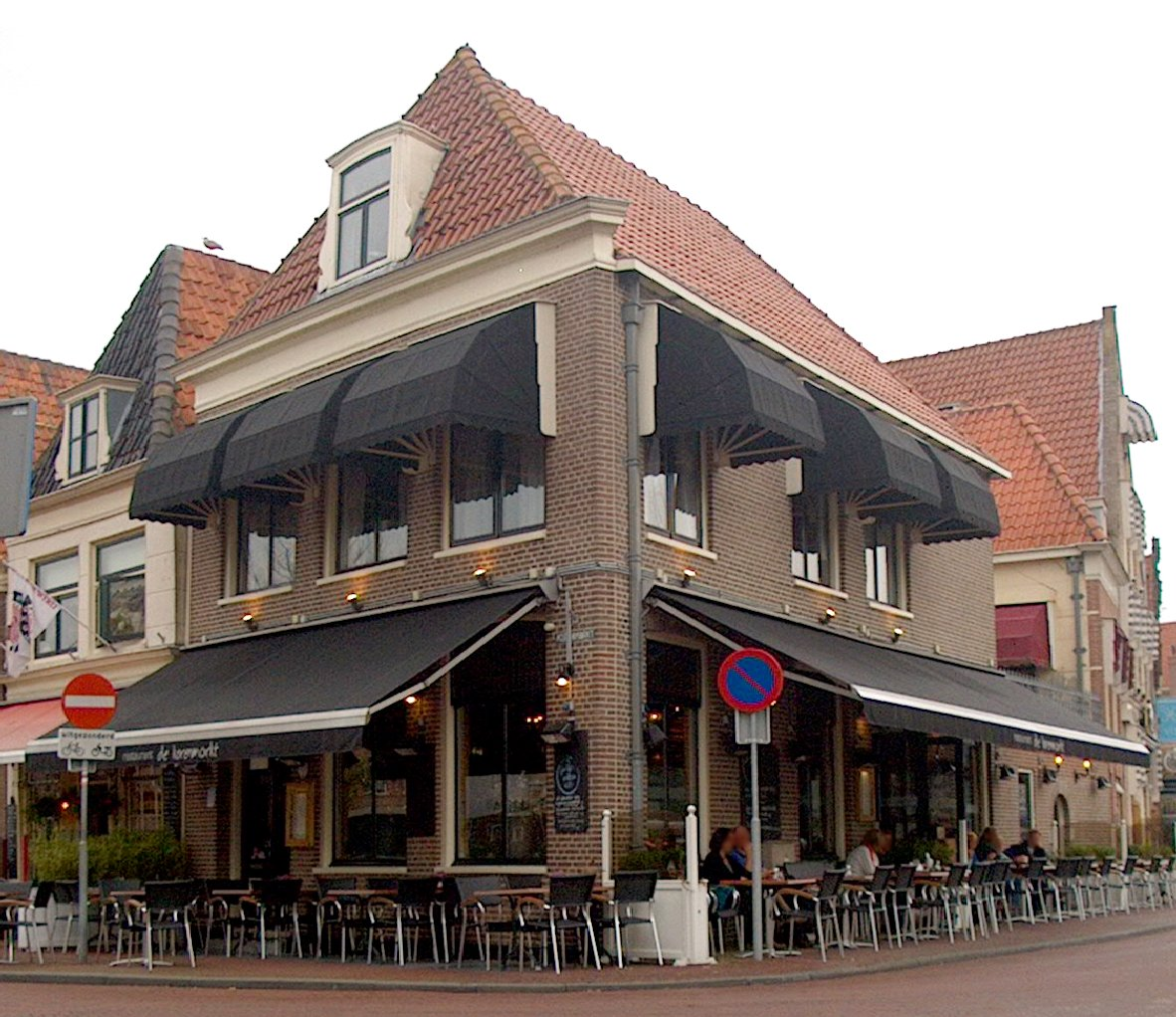
Korenmarkt 1, RM
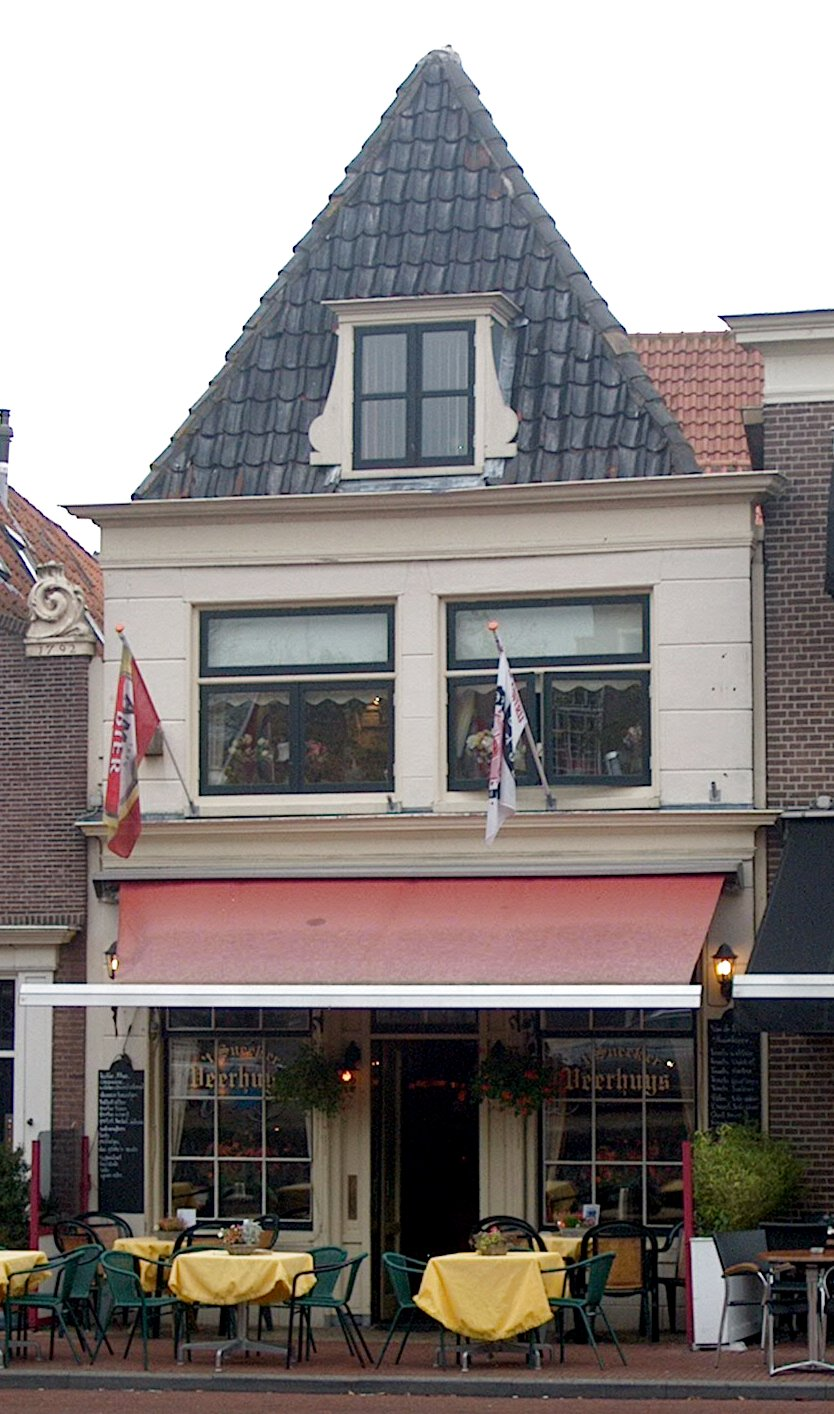
Korenmarkt 2, RM
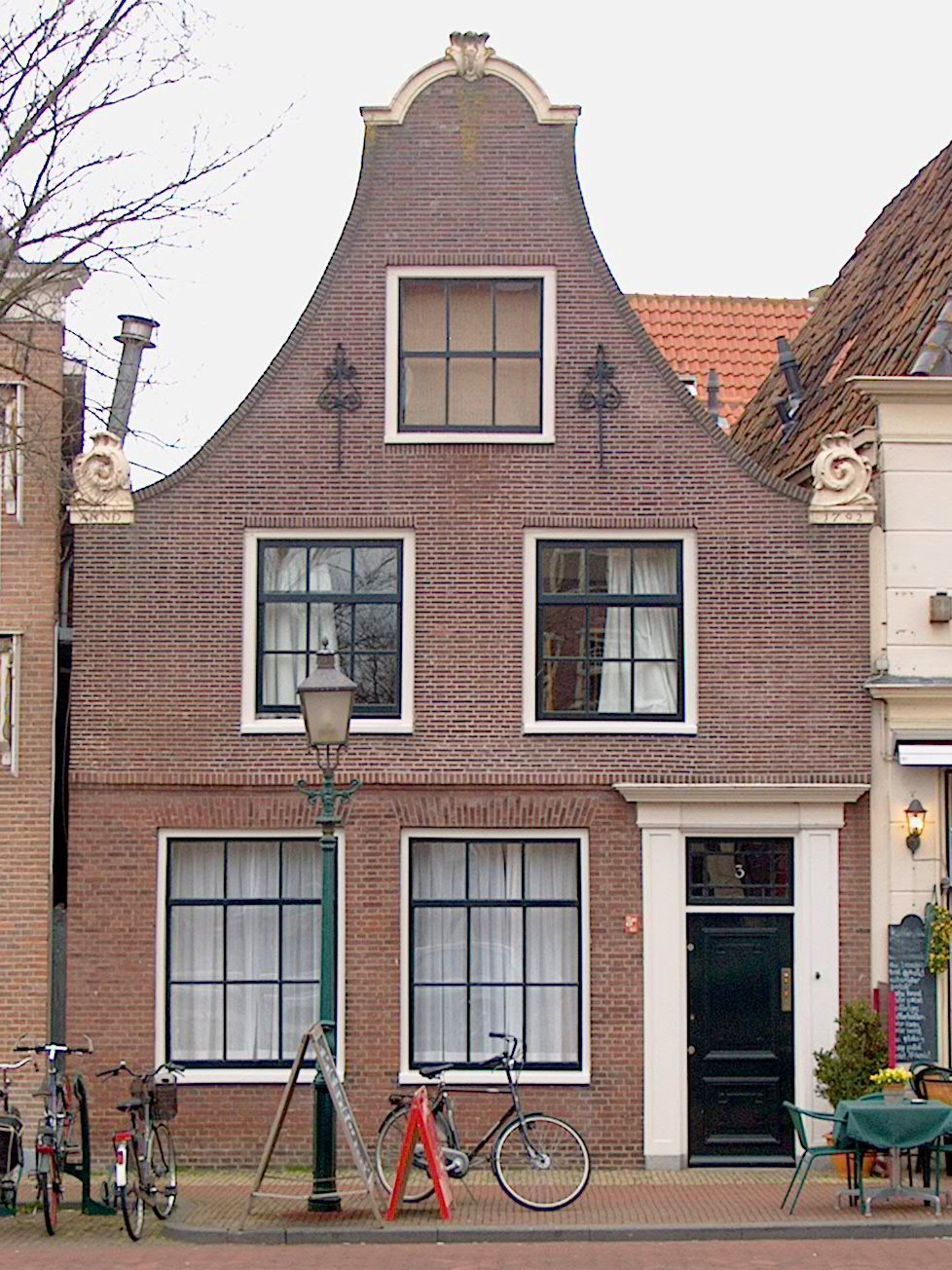
Korenmarkt 3, RM
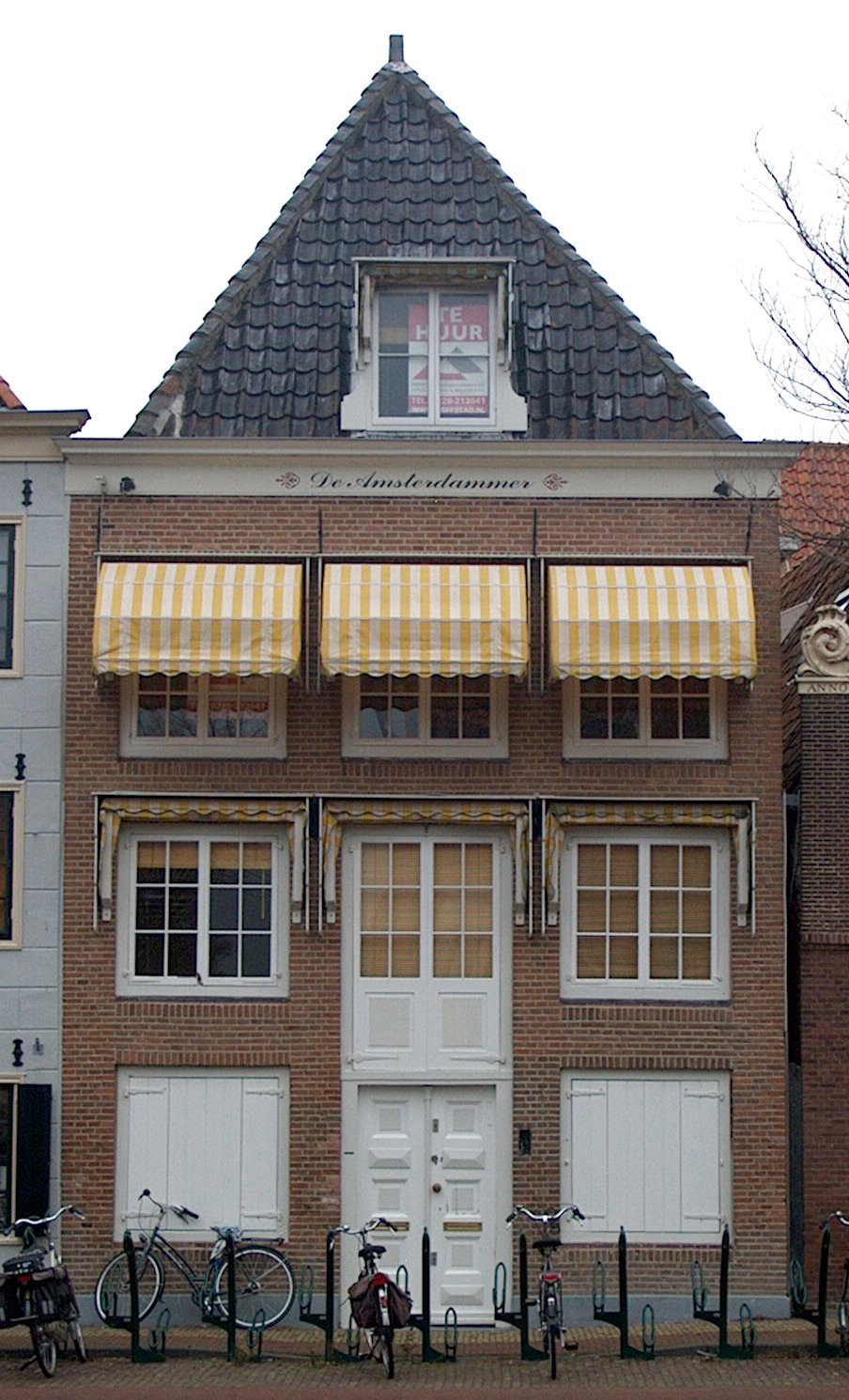
Korenmarkt 4, RM
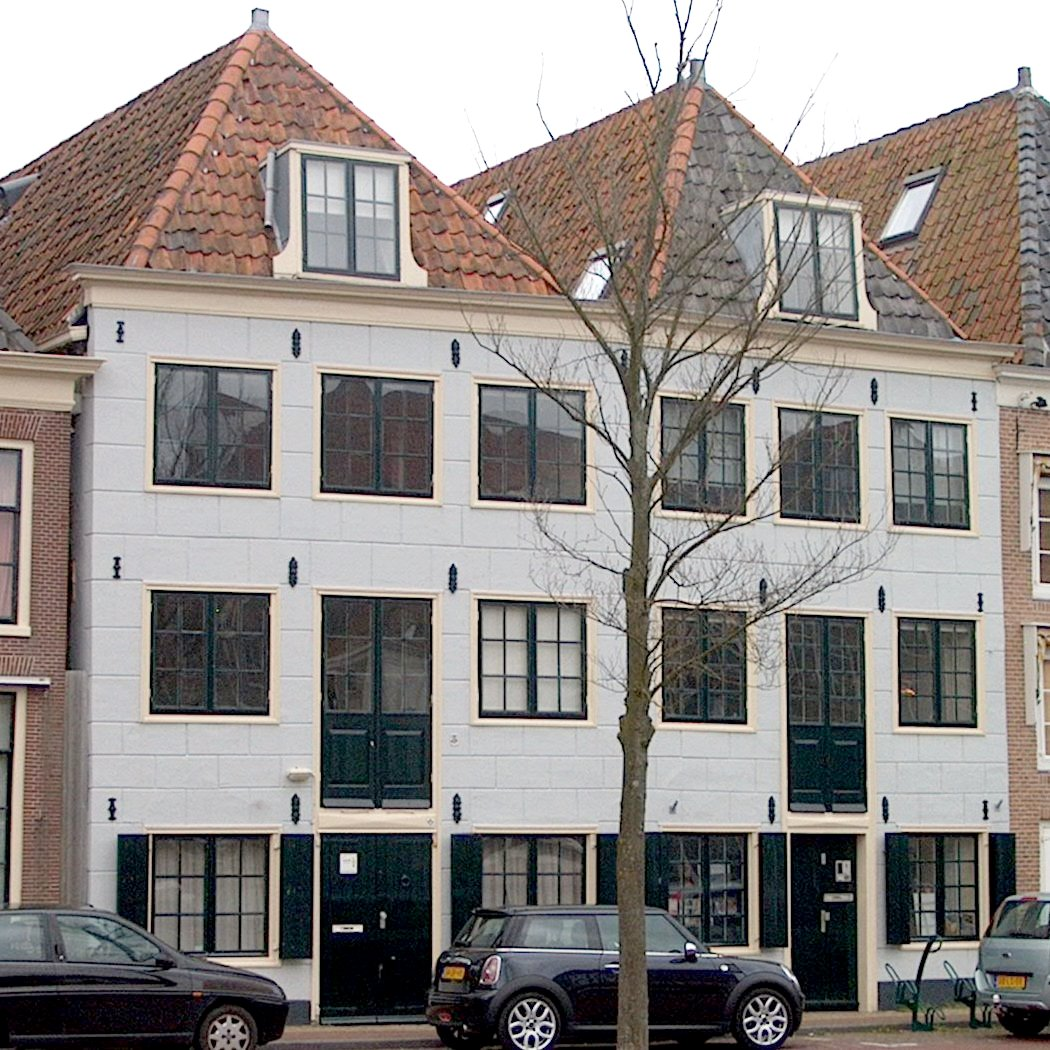
Korenmarkt 5 en 6, RM
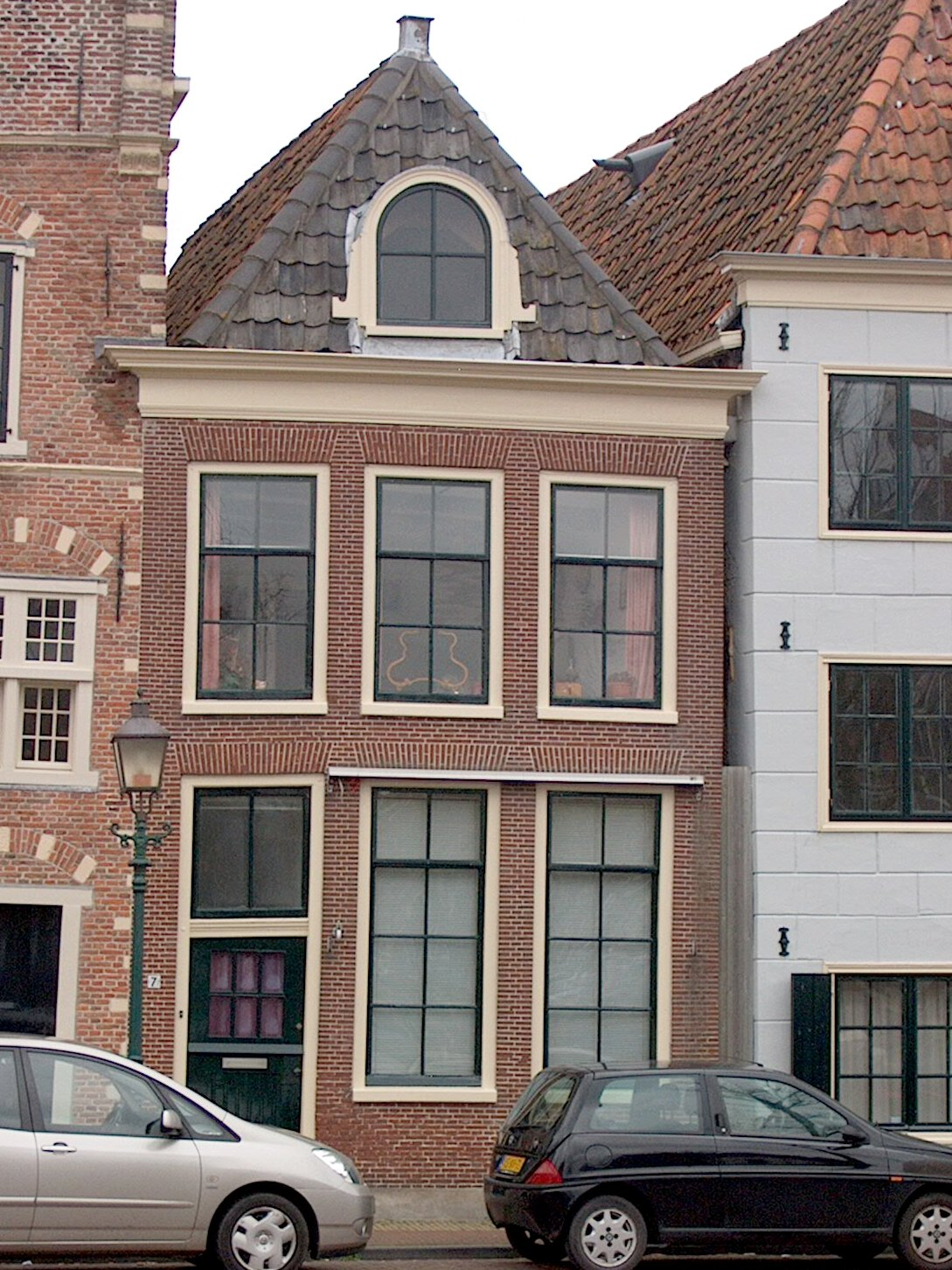
Korenmarkt 7, RM
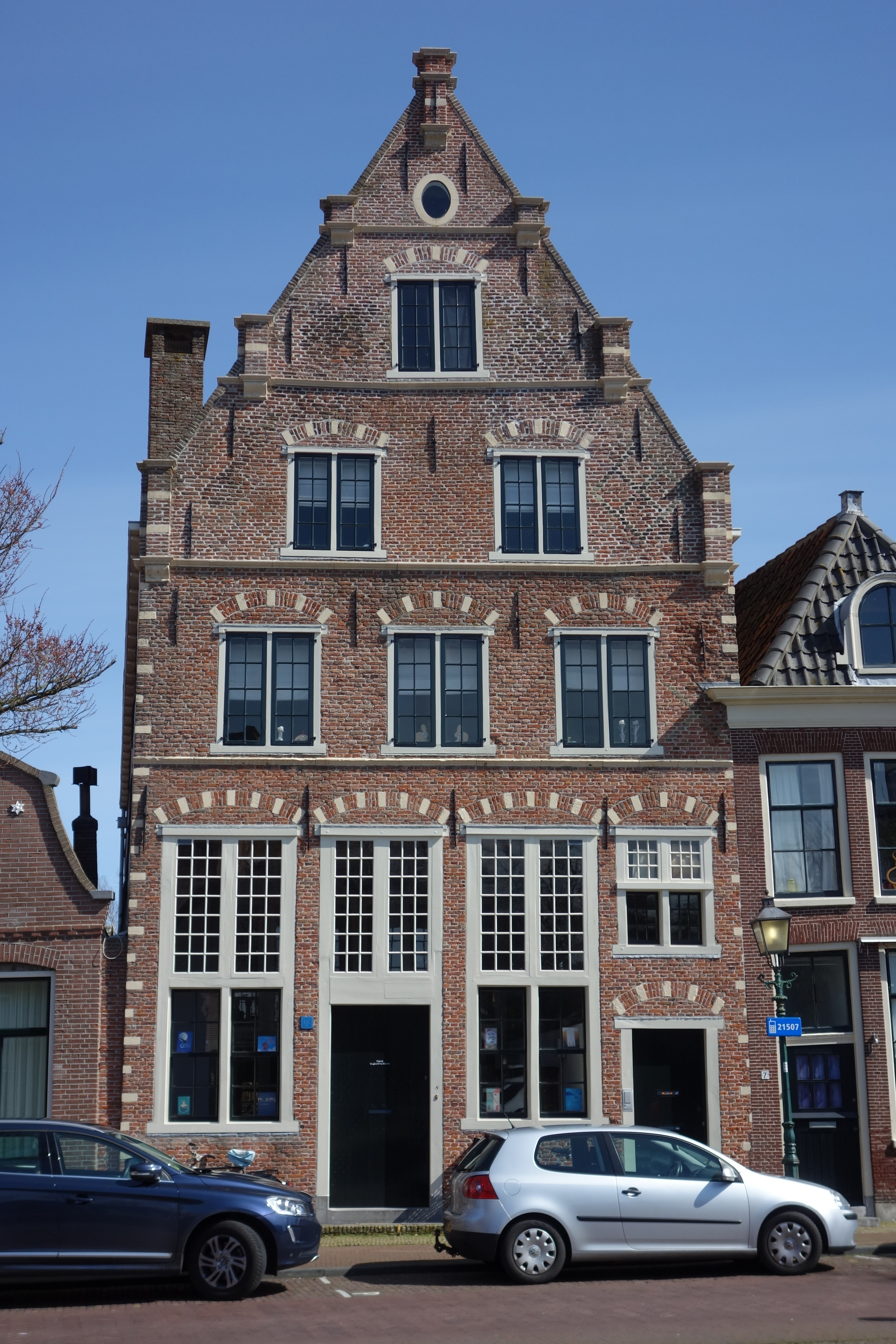
Korenmarkt 8, RM
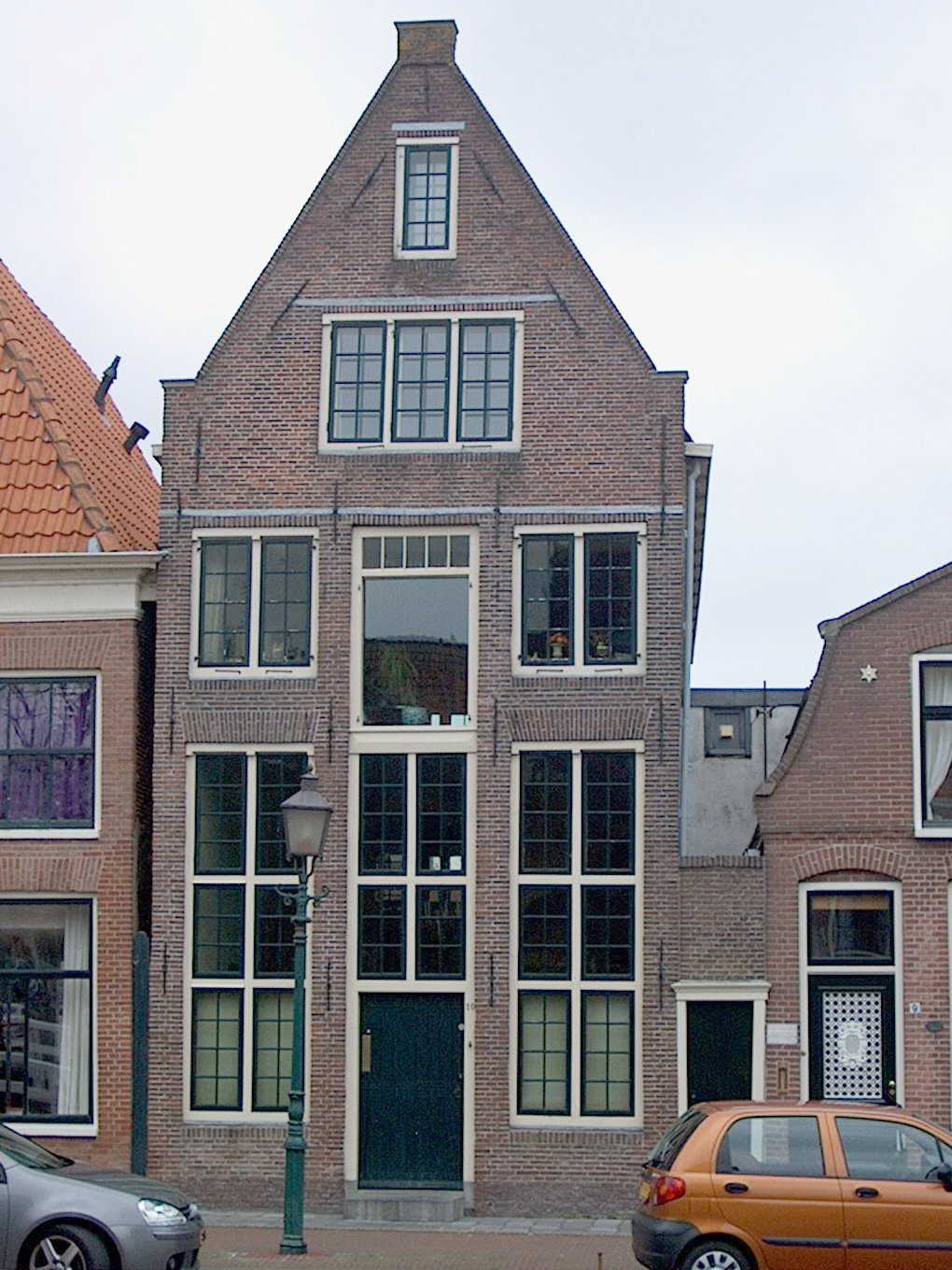
Korenmarkt 10, RM
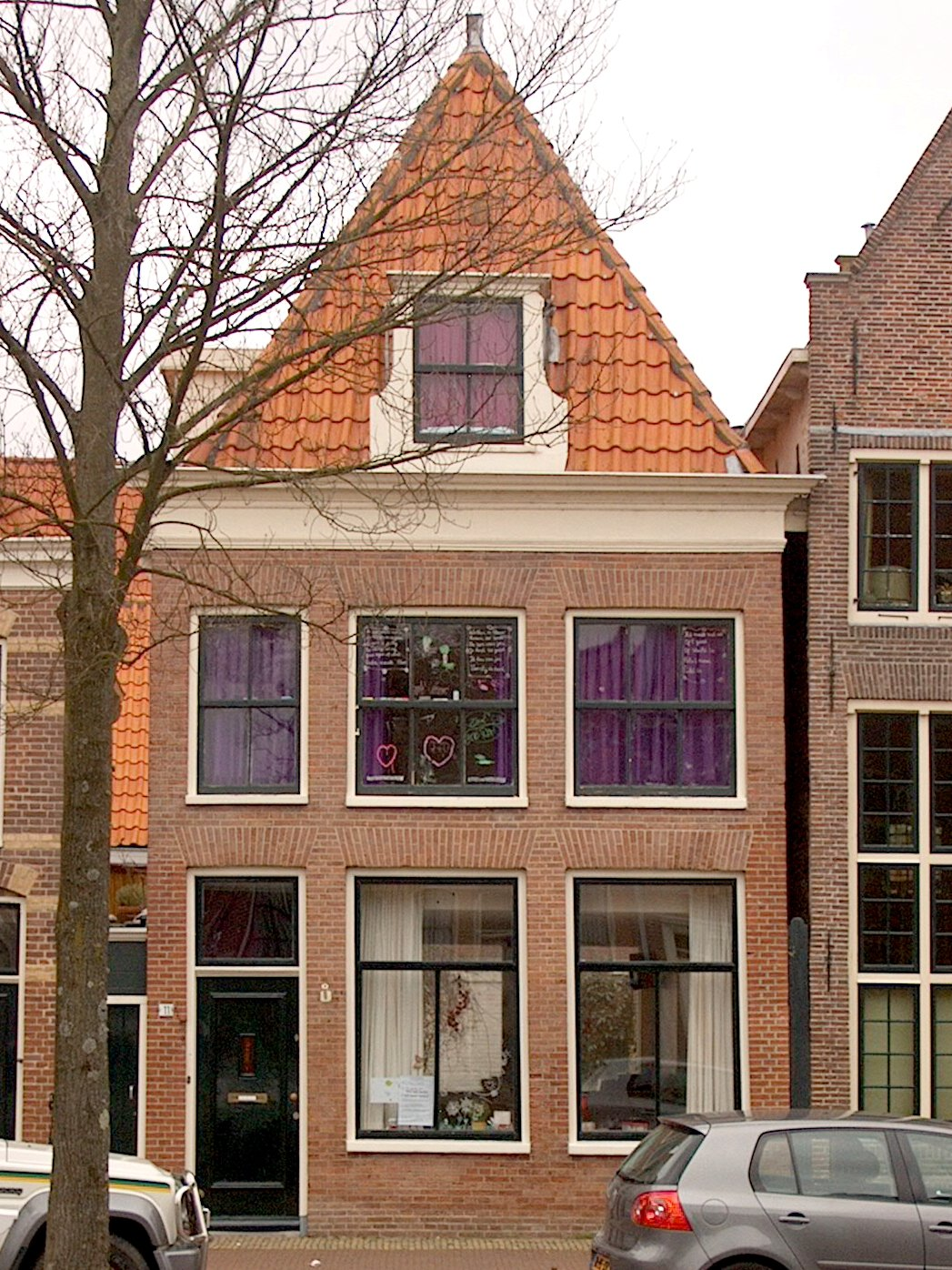
Korenmarkt 11, RM
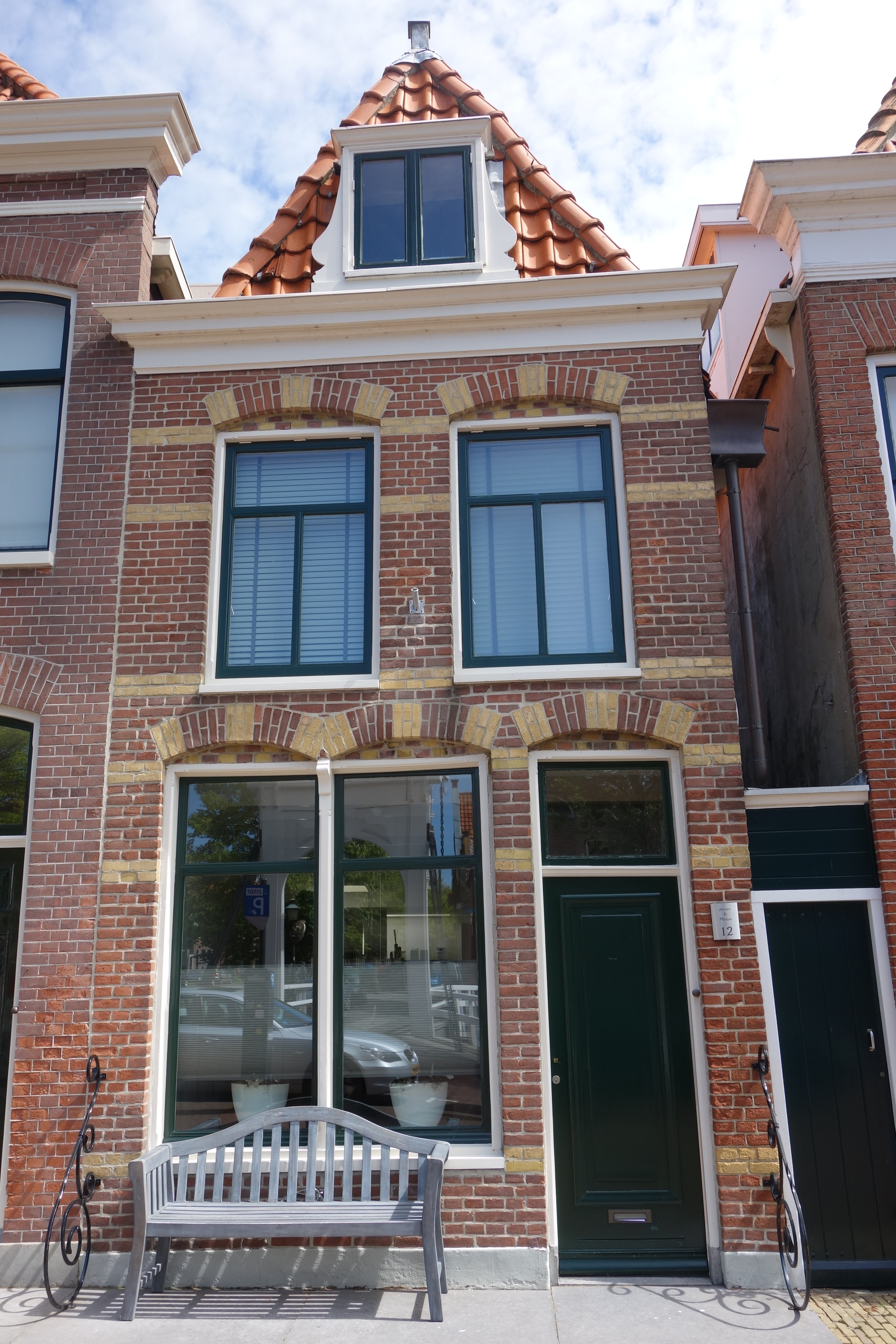
Korenmarkt 12, GM
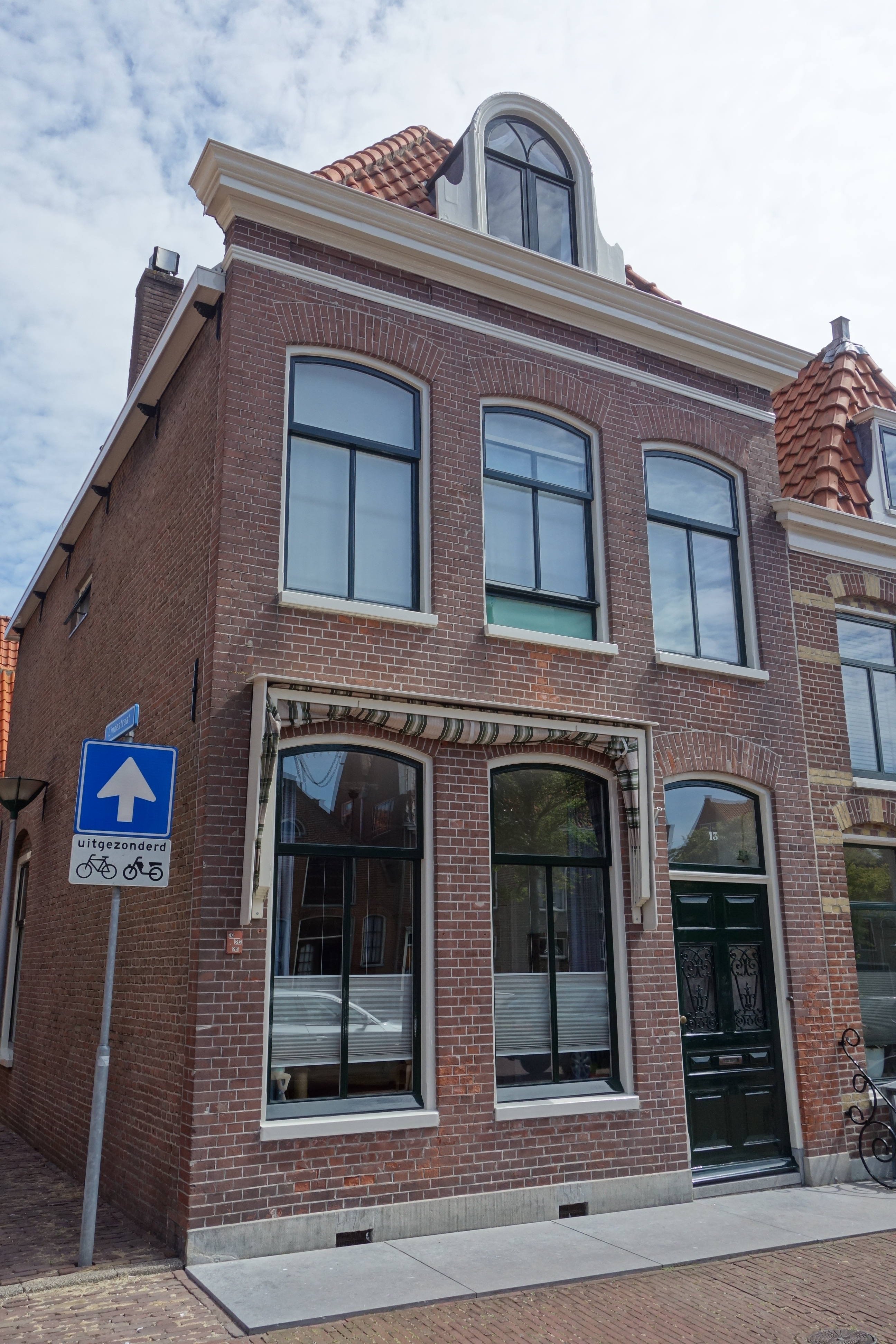
Korenmarkt 13, GM
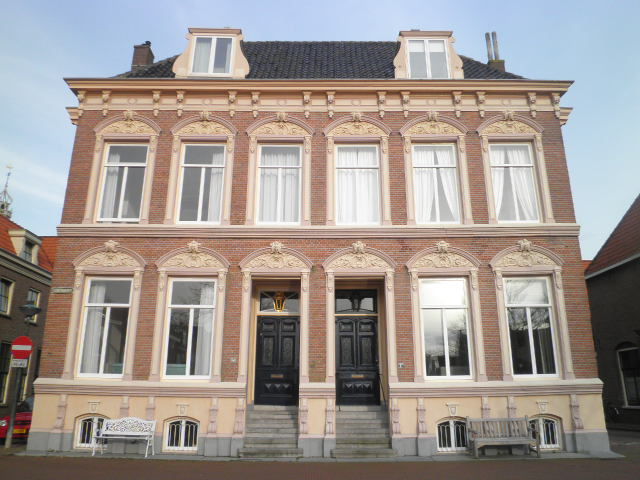
Korenmarkt 14 en 15, GM
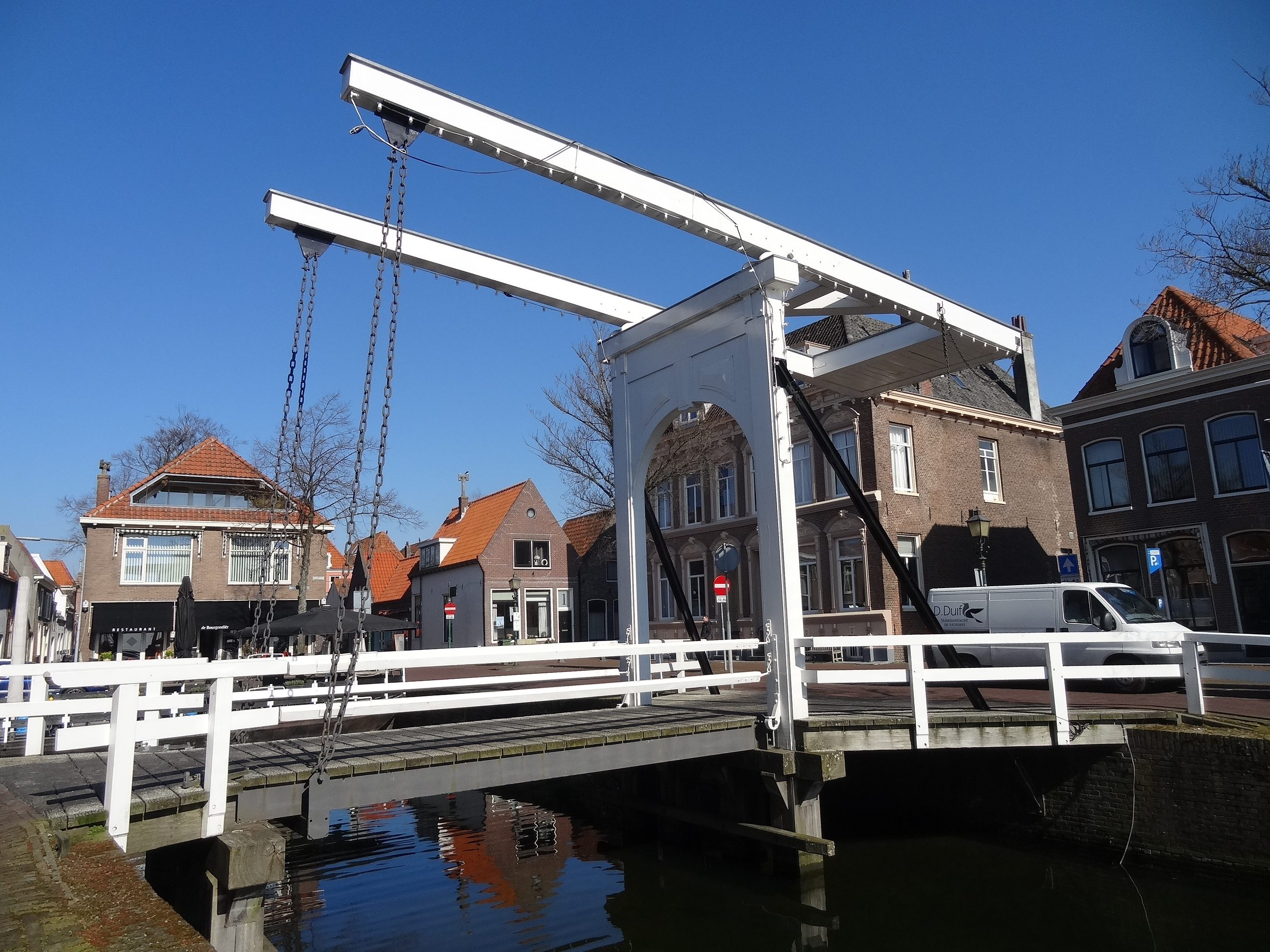
De Engeltjesbrug, RM